# کلولند (جورجیا)
کلولند، جورجیا (به انگلیسی: Cleveland, Georgia) یک شهر در ایالات متحده آمریکا با جمعیت ۳٬۴۱۰ نفر است که در جورجیا واقع شده‌است.

## موقعیت جغرافیایی
موقعیت جغرافیایی شهرها و مناطق اطراف به شرح زیر است: